# Makaymin Shamali
Bắc Mkeimin (tiếng Ả Rập: مكيمن شمالي) là một ngôi làng Syria nằm ở phó huyện Uqayribat thuộc huyện Salamiyah, Hama. Theo Cục Thống kê Trung ương Syria (CBS), Bắc Mkeimin có dân số 1028 trong cuộc điều tra dân số năm 2004.